# Aeroportul Sparti
Aeroportul Sparti (IATA: SPJ, ICAO: LGSP) este un aeroport din Sparti, Dimos Spartis⁠(d), Perifereiaki Enόtita Lakonias⁠(d), Peloponez⁠(d), Peloponez, Grecia de Vest și Insulele Ionice⁠(d), Grecia.
Situat la o altitudine de 152 m, aeroportul dispune de o singură pistă.